# Sebastián de Benavente

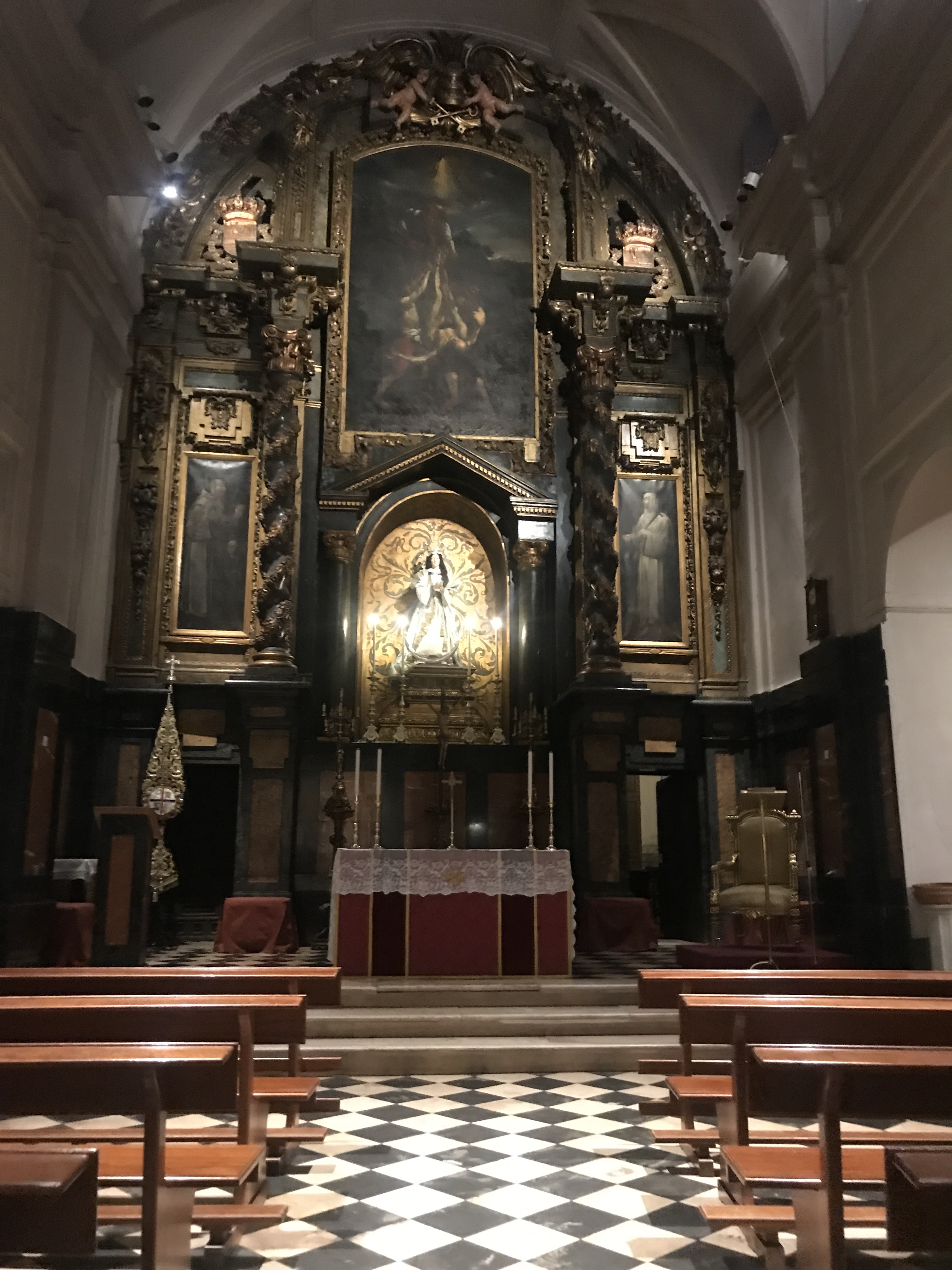
Retablo mayor de la iglesia de San Pedro el Viejo de Madrid, fechado en 1671

Sebastián de Benavente (hacia 1620-1689), fue un maestro arquitecto activo en Madrid, especializado en la traza y realización de retablos.
A Sebastián de Benavente se le documentan numerosos retablos, en buena parte perdidos, casi siempre comisionados por conventos franciscanos. Ya en 1653, firmando como vecino de Madrid, contrató el retablo del convento franciscano de La Puebla de Montalbán, con el que se inician las noticias relativas a su personalidad artística. Vinculado con Alonso Carbonel, se encargó por sus trazas del retablo de la capilla de Santo Domingo en Soriano en el desaparecido convento de Santo Tomás de Madrid, encargo del marqués de Lapilla. De 1653 a 1662 trabajó en la capilla de San Diego de Alcalá en el convento de Santa María de Jesús de Alcalá de Henares donde llevó a cabo diversas labores decorativas. Podría pertenecerle un dibujo de un retablo en colección particular florentina, que venía siendo atribuido a Alonso Cano, y que correspondería al modelo proporcionado para el retablo de esta capilla, destinado a enmarcar la urna con los restos del santo, conforme a lo establecido en el contrato firmado por Benavente en abril de 1658. Ese mismo año proporcionó las trazas para el retablo del convento de franciscanos de Jesús y María de Valladolid, contratada su ejecución por artífices locales. Un año después, en 1659, trabajaba para el convento de San Antonio de Escalona, también de la orden de San Francisco, encargándose de las trazas y el ensamblaje de su retablo mayor. 
En 1665 hacía el retablo mayor y los cuatro colaterales del monasterio de Santa Isabel de Madrid, enmarcando el primero un gran cuadro de la Inmaculada de José de Ribera, perdido todo ello en 1936. Suyo era también el desaparecido en el siglo XIX retablo mayor de la iglesia del Carmen Calzado de Madrid, con tallas en parte conservadas de Juan Sánchez Barba y pintura de Antonio de Pereda. De lo conservado cabe destacar el que realizó en 1662 para la capilla de San José, de fundación particular, en la iglesia parroquial de Aldeavieja (Ávila), con ornamentación barroca que no llega a desbordar el marco arquitectónico, y el modesto retablo mayor de la iglesia de San Pedro el Viejo de Madrid, fechado en 1671.
A él también se debe la reforma y ampliación de la desaparecida Ermita de San Pablo, en los Jardines del Buen Retiro de Madrid, para su conversión en salón de recreo. Fue llevada a cabo en 1659 y contó con la colaboración del también arquitecto Bartolomé Zumbigo.
El inventario de bienes dejados a su muerte, que evidencia un vivir acomodado, incluía sendas copias de pinturas de Alonso Cano y un San Félix, original de Francisco de Zurbarán, muy bien valorados.